# Rubin Kabirowitsch Abdullin
Rubin Kabirowitsch Abdullin (tatarisch Rubin Käbir ulı Abdullin, russisch Рубин Кабирович Абдуллин; * 19. August 1950 in Joschkar-Ola, Mari El, Russische SFSR, Sowjetunion) ist ein russischer Pianist, Organist und Musikpädagoge.

## Leben und Karriere
Ruben Abdullin studierte am Staatlichen Konservatorium in Kasan Klavier und am Staatlichen Rimski-Korsakow-Konservatorium in St. Petersburg Orgel. Er promovierte am Moskauer Tschaikowski-Konservatorium bei Leonid Rojsman. Seit 1973 unterrichtet er Orgel und Piano am Kasaner Konservatorium. 1988 wurde er zum Rektor des Kasaner Konservatoriums gewählt. Seit 1992 ist er Professor für Orgel und Piano am Kasaner Konservatorium. Während seines Rektorats wurden mehrere neue Einheiten an der Hochschule aufgebaut, u. a. für Opernstudien und tartarische Volksmusik.
Abdullin ist Präsident des Verbandes der russischen Organisten.

## Musikalisches Schaffen
Abdullins konzertierte in vielen Städten Russlands sowie u. a. in den USA, Großbritannien, Deutschland, Schweden und der Schweiz. Sein Repertoire umfasst alle wichtigen Stilrichtungen der Musik von der Renaissance bis zur Gegenwart. Er erarbeitete über 100 Konzertprogramme für Orgelmusik.

## Tonträger
- C. Saint-Saëns: Sinfonie in c-Moll für Orgel und Orchester, Kasan 1997
- J. S. Bach: Klavierübung, Teil III, Jekaterinburg 2000

## Auszeichnungen
Abdullin wurde für sein musikalisches und musikpädagogisches Schaffen mehrfach ausgezeichnet, u. a. erhielt er den Staatspreis der Russischen Föderation (2000) und wurde mit den Titeln Volkskünstler der Republik Tatarstan (1992) und Volkskünstler der Russischen Föderation (2007) geehrt.